# Тадж, Алан
Алан Тадж (род. 24 февраля 1971, Пакенхем, Виктория, Австралия) — австралийский политик, является членом Палаты представителей с 2010 года, представляет федеральное избирательное подразделение Aston для Либеральной партии Австралии. С 2016 года является министром правительства, занимая должности: Министр социальных служб (2016—2017), Министр гражданской безопасности (2017—2018), Министр по вопросам населения и городской инфраструктуры (2018—2020), министр образования и молодёжи (с 2020). После федеральных выборов 2019 года был назначен в Кабинет министров Австралии.

## Ранние годы и образование
Тадж родился в австралийском Пакенхэме, штат Виктория, внешний пригород Мельбурна. Он родился гражданином Великобритании по происхождению, но отказался от двойного гражданства, прежде чем баллотировался в Парламент в 2010 году. Мать Таджа родилась в Шотландии, отец в Англии, а дед по материнской линии в Канаде. Тадж учился в школе Haileybury, после ее окончания поступил в Мельбурнский Университет, где получил степень бакалавра права и бакалавра искусств. Позднее он получил степень магистра делового администрирования в Гарвардском Университете. После периода работы консультантом в Boston Consulting Group он стал советником по вопросам образования и иностранных дел в правительстве Джона Говарда. Позже Тадж руководил своей собственной консалтинговой компанией по вопросам политики.
Он поддерживает команду North Melbourne Kangaroos AFL. В 2001 году, когда он работал в Boston Consulting Group, Тадж был вторым помощником в организации в Кейп-Йорке от лица некоммерческой организации Jawun.

## Политическая карьера
На федеральных выборах 2010 года Тадж сменил в Aston либерального депутата Криса Пирса, который ушел из политики. После парламентских выборов 2013 года года и формирования кабинета министров Аббота Тадж был назначен секретарем премьер-министра. В феврале 2016 года он был приведен к присяге в качестве Министра социальных служб в правительстве Тернбулла.
На посту Министра социальных служб (2016—2017) Тадж курировал проект внедрения безналичной карты социального обеспечения, согласно которому 80 % социальных выплат должны были производиться на карту.
В июне 2017 года Тадж вместе со своими коллегами по либеральной партии Грегом Фантом и Майклом Суккаром столкнулся с опасностью судебного преследования за проявление неуважения к суду. Они выступили с публичными заявлениями, критикующими решения о назначении наказания двум судьям, в то время как правительство ожидало их решения по апелляции. В конечном итоге им удалось избежать судебного разбирательства. Они принесли свои извинения Викторианскому Апелляционному суду. Осуждение привело бы к их исключению из парламента в соответствии с 44 статьей Конституции, и как следствие, к потере правительством своего одномандатного большинства в Палате представителей.
Как заявил Министр по вопросам населения Тадж, он поддерживает «Bigger Australia» (термин, использующий означение рост населения в Австралии).